# Take It Back
„Take It Back“ je třináctý singl britské skupiny Pink Floyd, který byl vydán ve Spojeném království. Singl vyšel v květnu 1994 (viz 1994 v hudbě) a v britské hitparádě se umístil nejlépe na 23. místě.
Singl „Take It Back“ pocházející z alba The Division Bell byl vydán ve třech verzích. Sedmipalcová gramofonová deska a CD obsahují albovou verzi písně „Take It Back“. Na B straně se nachází skladba z debutového alba Pink Floyd The Piper at the Gates of Dawn (vydáno v roce 1967) „Astronomy Domine“ v živém podání. Tento záznam byl pořízen 30. března 1994 na koncertu v Miami. Některá CD obsahují navíc i mírně upravenou a zkrácenou singlovou verzi „Take It Back“.

## Seznam skladeb

### 7" a CD verze
1. „Take It Back“ (Gilmour, Ezrin/Gilmour, Samson, Laird-Clowes) – 6:15
2. „Astronomy Domine (Live)“ (Barrett/Barrett) – 4:48

### Jiná CD verze
1. „Take It Back“ (Gilmour, Ezrin/Gilmour, Samson, Laird-Clowes) – 6:15
2. „Astronomy Domine (Live)“ (Barrett/Barrett) – 4:48
3. „Take It Back (Edit)“ (Gilmour, Ezrin/Gilmour, Samson, Laird-Clowes) – 4:54